# Сен-Луи (Верхний Рейн)
Сен-Луи (фр. Saint-Louis) — город и коммуна на северо-востоке Франции в регионе Гранд-Эст (бывший Эльзас — Шампань — Арденны — Лотарингия), департамент Верхний Рейн, округ Мюлуз, кантон Сен-Луи. До марта 2015 года коммуна административно входила в состав упразднённого кантона Юненг (округ Мюлуз).

## История
Город основан и назван в честь «короля-солнце» Людовика XIV (при рождении имя которого было — Луи́-Дьёдонне́) в 1684 году, что отображено на его гербе — Три королевские лилии.

## Географическое положение
Город расположен рядом с местом, где сходятся границы трёх стран — Швейцарии, Франции и Германии, в 1 км от Базеля и швейцарской границы и в нескольких километрах от границы с Германией, на расстоянии около 420 км на восток от столицы Франции — Парижа, 115 км южнее — Страсбурга, 60 км южнее административного центра департамента Верхний Рейн — Кольмара.
Площадь коммуны — 16,85 км², население — 19 875 человек (2006) с тенденцией к стабилизации: 19 990 человек (2012), плотность населения — 1186,4 чел/км².

## Население
Численность населения коммуны в 2010 году достигала 20 127 человек, в 2011 году — 20 294 человека, а в 2012 году — 19 990 человек.
| 1962  | 1968  | 1975  | 1982  | 1990  | 1999  | 2006  | 2011  | 2012  |
| ----- | ----- | ----- | ----- | ----- | ----- | ----- | ----- | ----- |
| 12378 | 14845 | 18007 | 18682 | 19547 | 19961 | 19875 | 20294 | 19990 |

Динамика населения:

## Экономика
В 2010 году из 13 606 человек трудоспособного возраста (от 15 до 64 лет) 10 136 были экономически активными, 3470 — неактивными (показатель активности 74,5 %, в 1999 году — 73,7 %). Из 10 136 активных трудоспособных жителей работали 8374 человека (4479 мужчин и 3895 женщин), 1762 числились безработными (920 мужчин и 842 женщины). Среди 3470 трудоспособных неактивных граждан 1060 были учениками либо студентами, 788 — пенсионерами, а ещё 1622 — были неактивны в силу других причин.
На протяжении 2011 года в коммуне числилось 8911 облагаемых налогом домохозяйств, в которых проживало 19 399,5 человек. При этом медиана доходов составила 20 291 евро на одного налогоплательщика.

## Достопримечательности (фотогалерея)
С 1935 в Сен-Луи действует православный храм Свт. Николая Чудотворца, относящийся в Экзархату Русской Православной Церкви в Западной Европе.
Международная трамвайная линия «Базель — Сен-Луи»: действовала с 20 июля 1900 по 31 декабря 1957 года. В 2015 году началось продление линии базельского трамвайного маршрута № 3 во французский город Сент-Луи, французский пусковой участок запущен в эксплуатацию 10 декабря 2017 года.

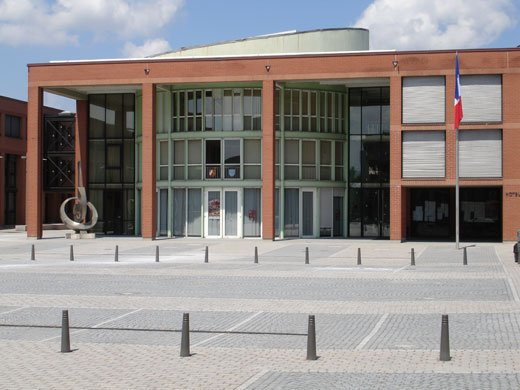
Новое здание мэрии
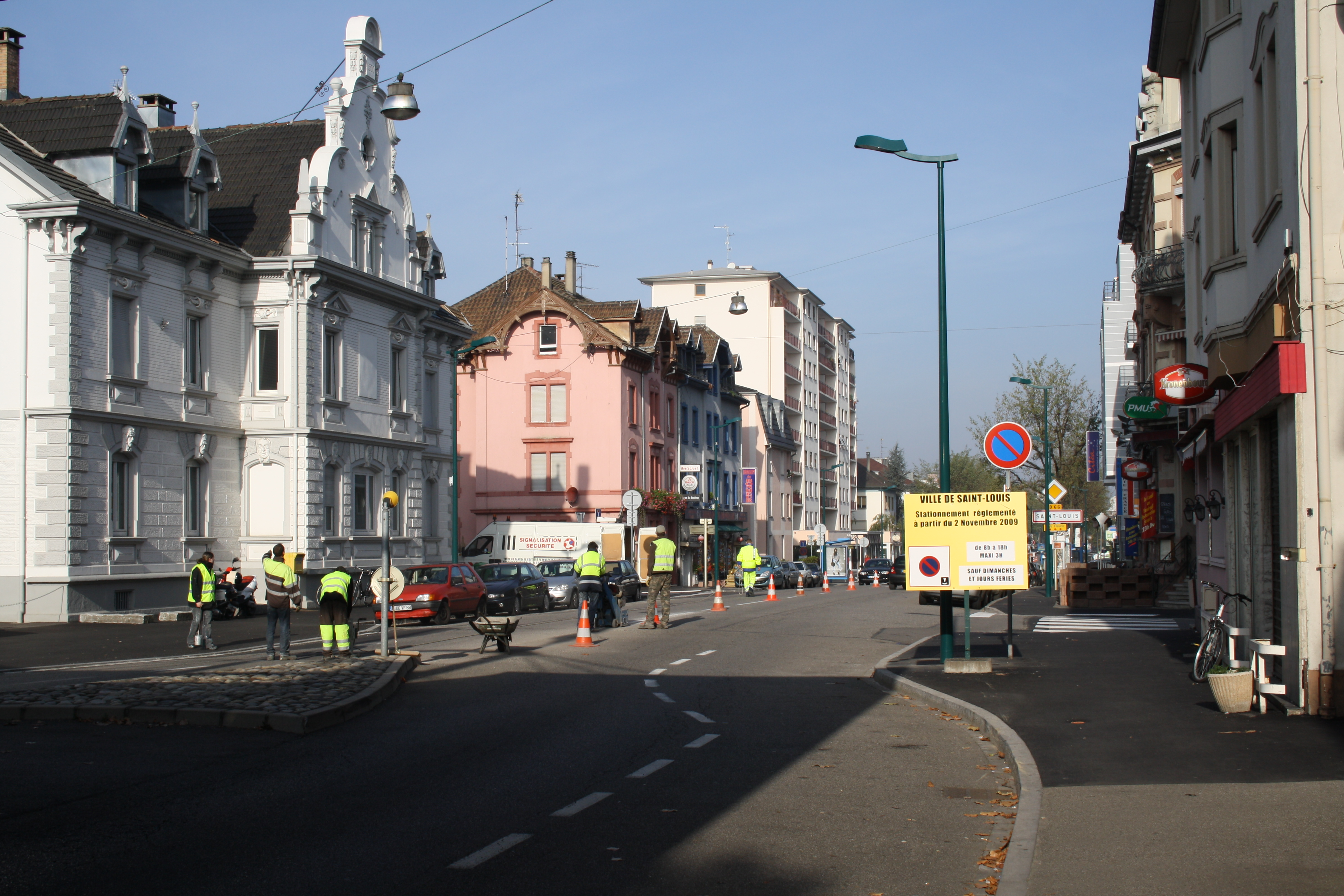
На улице
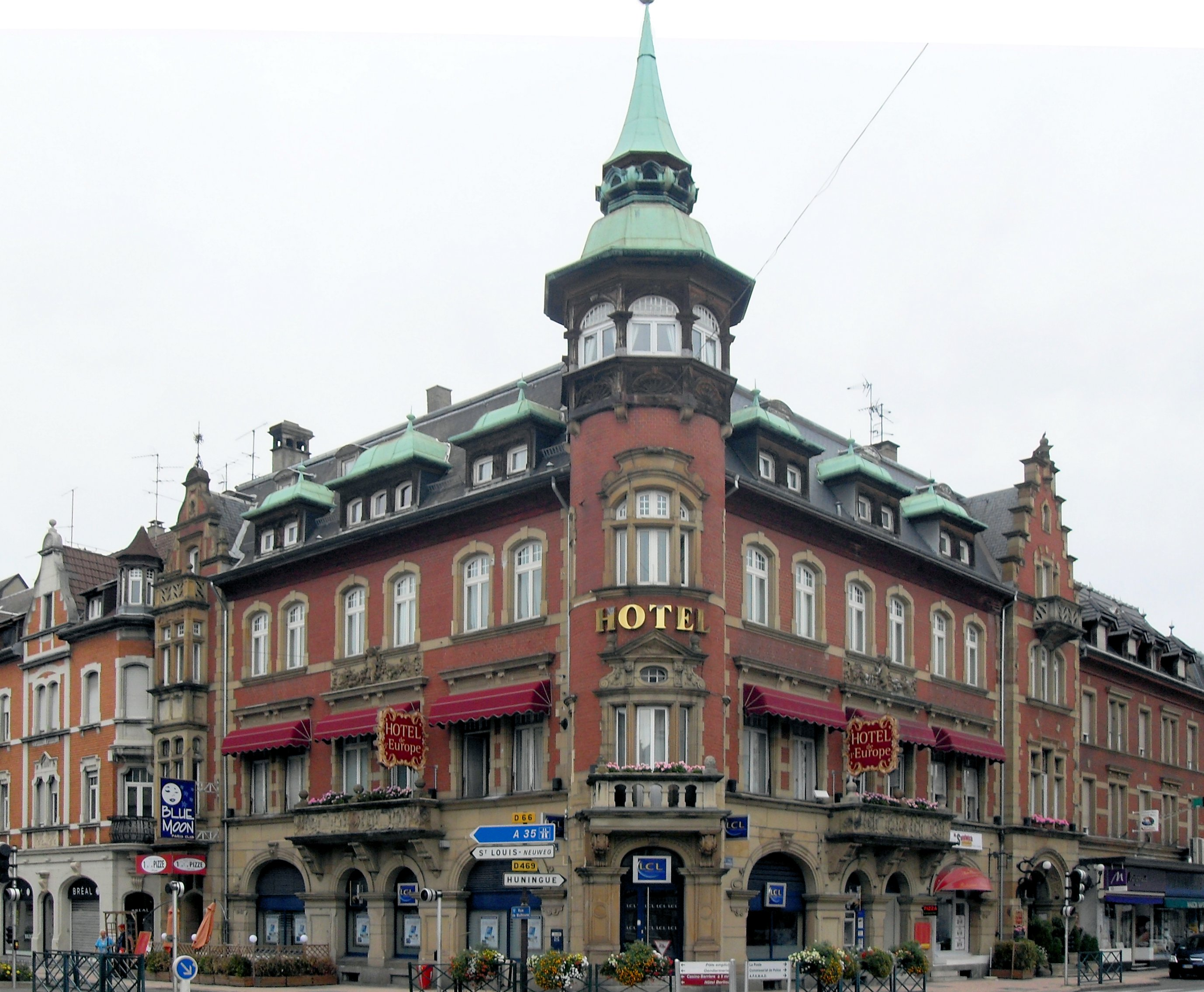
Отель «Европа»
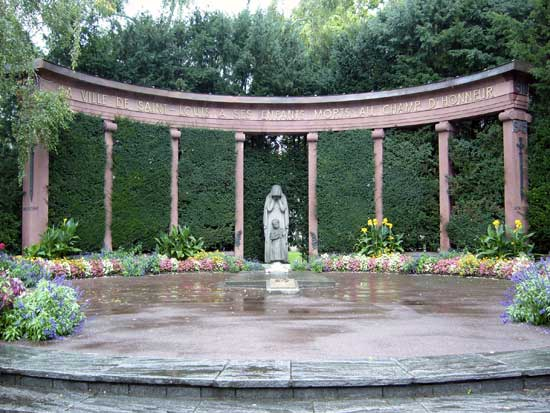
Монумент
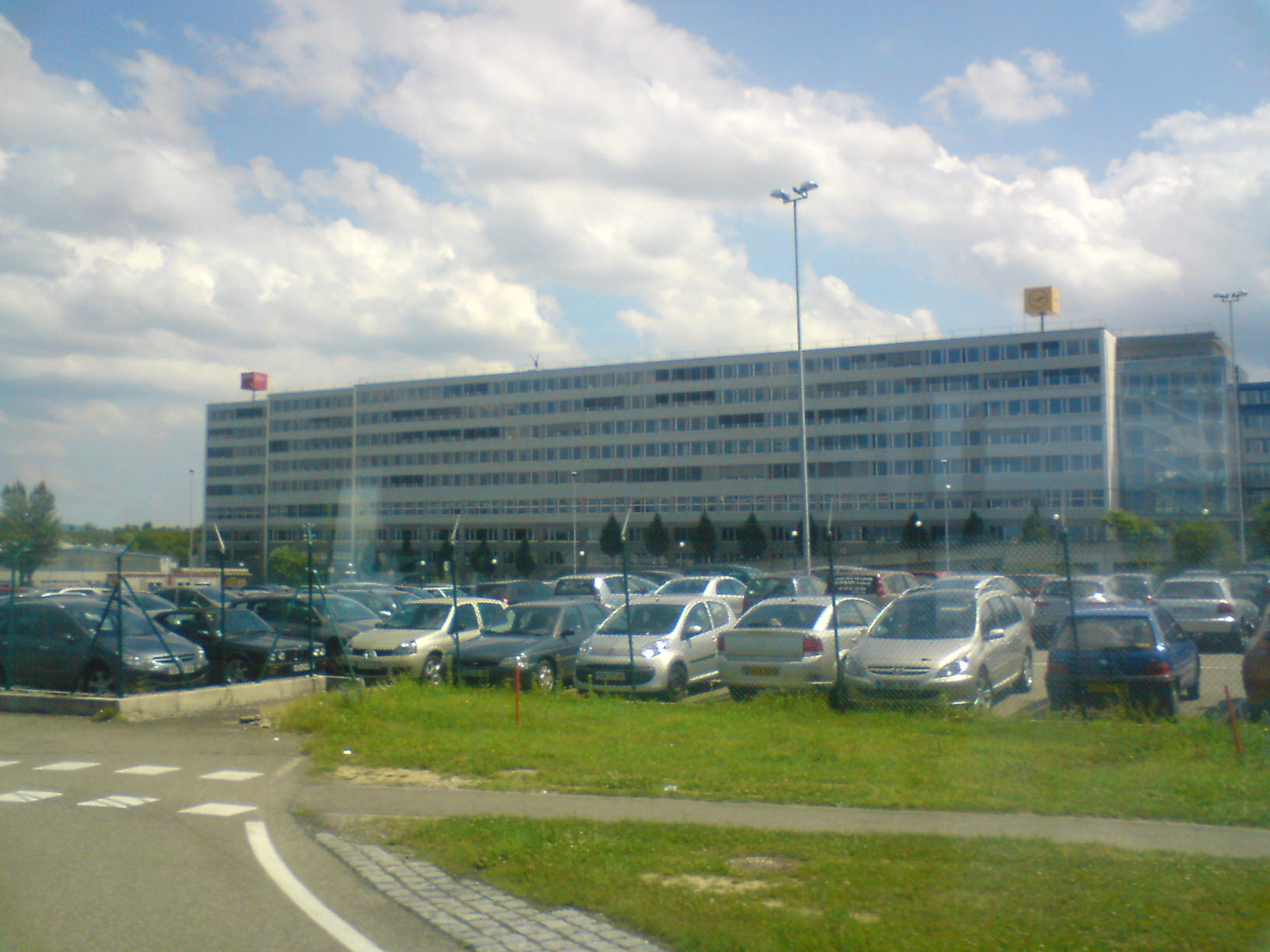
Аэропорт